# Dámaso Alonso

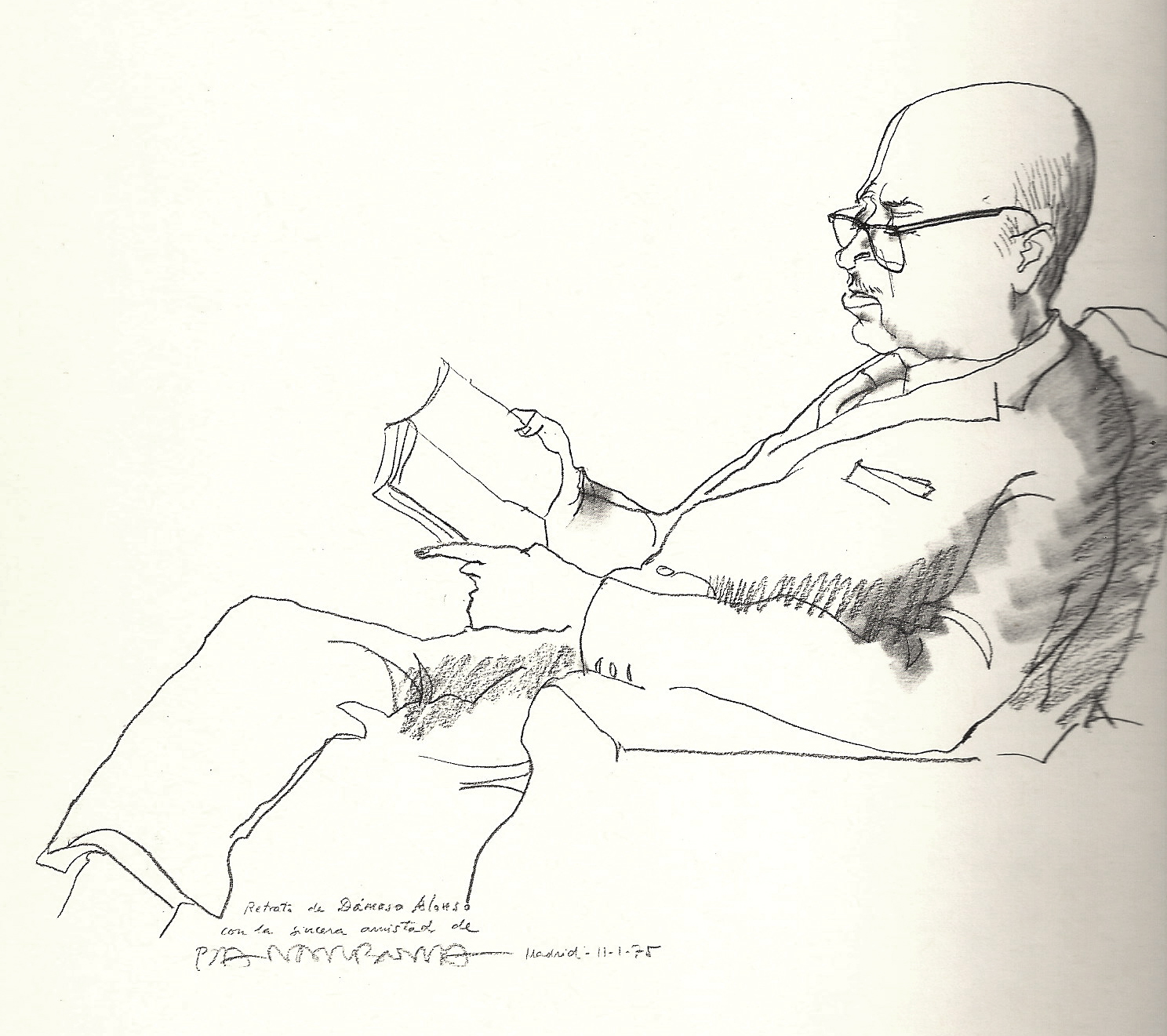
Dámaso Alonso, door Josep Pla-Narbona.

Dámaso Alonso y Fernández de las Redondas (Madrid, 22 oktober 1898 – 25 januari 1990) was een Spaans dichter, filoloog en literair criticus. Hoewel hij lid was van de Generación del 27, schreef hij zijn bekendste werken vanaf 1940. Tijdens zijn leven was Alonso bekend met José Albi.

## Biografie

### Jonge jaren en opleiding
Alonso werd geboren in Madrid. Hij studeerde rechten, filosofie en literatuur alvorens onderzoek te gaan doen aan Madrid's Centro de Estudios Históricos. Alonso nam deel aan het culturele en literaire leven aan het Residencia de Estudiantes en schreef daarnaast voor tijdschriften zoals Revista de Occidente en Los Cuatro Vientos.

### Academische carrière
Alonso werd na zijn studie een bekend academicus. Hij doceerde Spaanse taal en literatuur aan verschillende buitenlandse universiteiten, waaronder de Universiteit van Oxford. Tussen 1933 en 1939 was hij docent aan de Universiteit van Valencia, alvorens te vertrekken naar de Complutense Universiteit van Madrid.
In 1945 werd Alonso verkozen tot lid van de Real Academia Española. Van 1968 tot 1982 was hij directeur van deze instelling.

### Literaire carrière
Alonso’s literaire carrier kan worden opgesplitst in twee blokken.
Als dichter begon Alonso in de jaren 20 reeds met het publiceren van zijn werken, zoals Poemas puros; Poemillas de la ciudad in 1921 en El viento y el verso in 1925. Zijn vroege werken worden vaak beschouwd als inferieur aan dat van andere dichters uit de Generación del 27. Alonso was zich hier zelf ook van bewust, daar hij zichzelf omschreef als een parttime dichter. Zijn latere werk, zoals Hijos de la ira uit 1944, wordt echter beschouwd als een belangrijk onderdeel van de naoorlogse Spaanse literatuur.
Als literair criticus boekte Alonso eveneens succes. Hij wordt vaak gezien als de criticus die voor een revolutie zorgde binnen de studie van Spaanse Barokdichtkunst, zoals de werken van Góngora.

## Prijzen
In 1978 kreeg Alonso de Cervantesprijs.
- Bibsys: 90344101
- Biblioteca Nacional de España: XX824040
- Bibliothèque nationale de France: cb12020631s (data)
- Catàleg d'autoritats de noms i títols de Catalunya: 981058519576906706
- CiNii: DA02452830
- Gemeinsame Normdatei: 11864484X
- International Standard Name Identifier: 0000 0001 2118 5444
- Library of Congress Control Number: n79119067
- Nationale Bibliotheek van Letland: 000239021
- Nationale Bibliotheek van Tsjechië: jn19990210034
- Nationale bibliotheek van Australië: 35003867
- Nationale Bibliotheek van Israël: 987007275424105171
- Nationale Bibliotheek van Polen: a0000001751035
- Nationale en Universitaire bibliotheek Zagreb: 000173310
- Nederlandse Thesaurus van Auteursnamen: 068251025
- Réseau des bibliothèques de Suisse occidentale: 02-A002921150
- Istituto Centrale per il Catalogo Unico: RAVV049019
- LIBRIS: 291999
- SNAC: w69s1zjp
- Système universitaire de documentation: 05032859X
- Trove: 785983
- Virtual International Authority File: 4943079
- WorldCat: E39PBJccfRGdHgFPD3RRRFbfMP